# Didogobius amicuscaridis
Didogobius amicuscaridis är en fiskart som beskrevs av Ulrich K. Schliewen och Kovacic 2008. Didogobius amicuscaridis ingår i släktet Didogobius och familjen smörbultsfiskar. Inga underarter finns listade i Catalogue of Life.